# Acevedo (Venezuela)
Acevedo è un comune del Venezuela situato nello Stato del Miranda.
Il capoluogo del comune è la città di Caucagua.